# Kvarnhustjärnen (Fjällsjö socken, Ångermanland)
Kvarnhustjärnen är en sjö i Strömsunds kommun i Ångermanland och ingår i Ångermanälvens huvudavrinningsområde. Sjön har en area på 0,0494 kvadratkilometer och ligger 229,5 meter över havet.

## Delavrinningsområde
Kvarnhustjärnen ingår i det delavrinningsområde (707160-152172) som SMHI kallar för Mynnar i Mörtsjöbäcken. Medelhöjden är 303 meter över havet och ytan är 6,56 kvadratkilometer. Det finns ett avrinningsområde uppströms, och räknas det in blir den ackumulerade arean 27,43 kvadratkilometer. Dragasjöbäcken som avvattnar avrinningsområdet har biflödesordning 5, vilket innebär att vattnet flödar genom totalt 5 vattendrag innan det når havet efter 140 kilometer. Avrinningsområdet består mestadels av skog (67 procent) och sankmarker (12 procent). Avrinningsområdet har 0,04 kvadratkilometer vattenytor vilket ger det en sjöprocent på 0,6 procent.